# Chapelle Saint-Roch de Grenoble
La chapelle Saint-Roch de Grenoble est une ancienne chapelle située dans le cimetière Saint-Roch de Grenoble.

## Toponymie
L'église est dédiée à Roch de Montpellier dit Saint-Roch et porte ainsi son nom. Saint-Roch est le saint patron des chirurgiens, dermatologues, apothicaires, également connu pour avoir vécu auprès de pestiférés en Italie, à la fin du Moyen Âge.

## Histoire

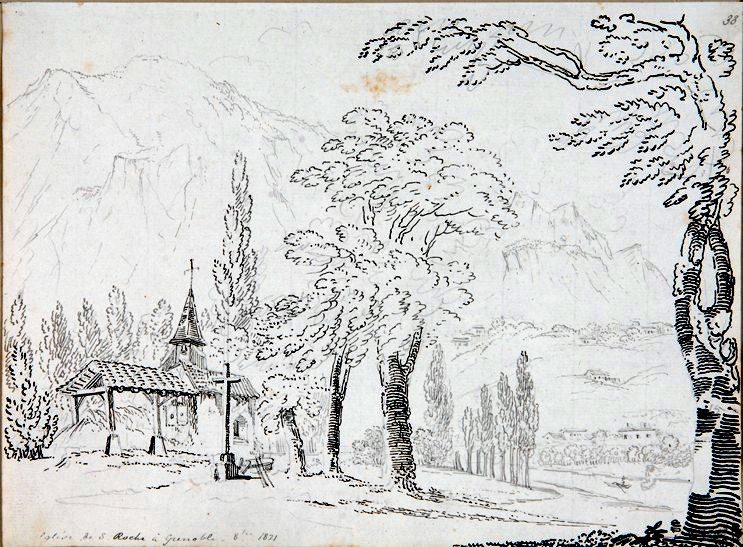
Ancienne chapelle Saint-Roch en 1820

En 1497, un hôpital dit des « Infez » également dénommé « hôpital de l'Isle » car situé dans une boucle de l'Isère) est créé pour accueillir les victimes de la peste bannis de la cité. Celui-ci est très vite entouré d’un cimetière, où sont ensevelis les pestiférés mais aussi d’une chapelle dédiée à saint Roch. L’hôpital est abandonné en 1717 et seule reste la chapelle qui sauvée en raison de la destruction grâce à la dévotion des Grenoblois et subsista jusqu’au milieu du XIXe siècle. 
Durant l'Ancien Régime, le 16 août de chaque année des membres de la congrégation Pénitents Blancs se rendaient à cette chapelle dédiée à saint Roch, alors située hors les murs, c'est-à-dire en dehors de la ville.
En 1826 la municipalité décide de construire une nouvelle chapelle au sein d'un nouveau cimetière municipal ouvert en 1810.

## Situation et description

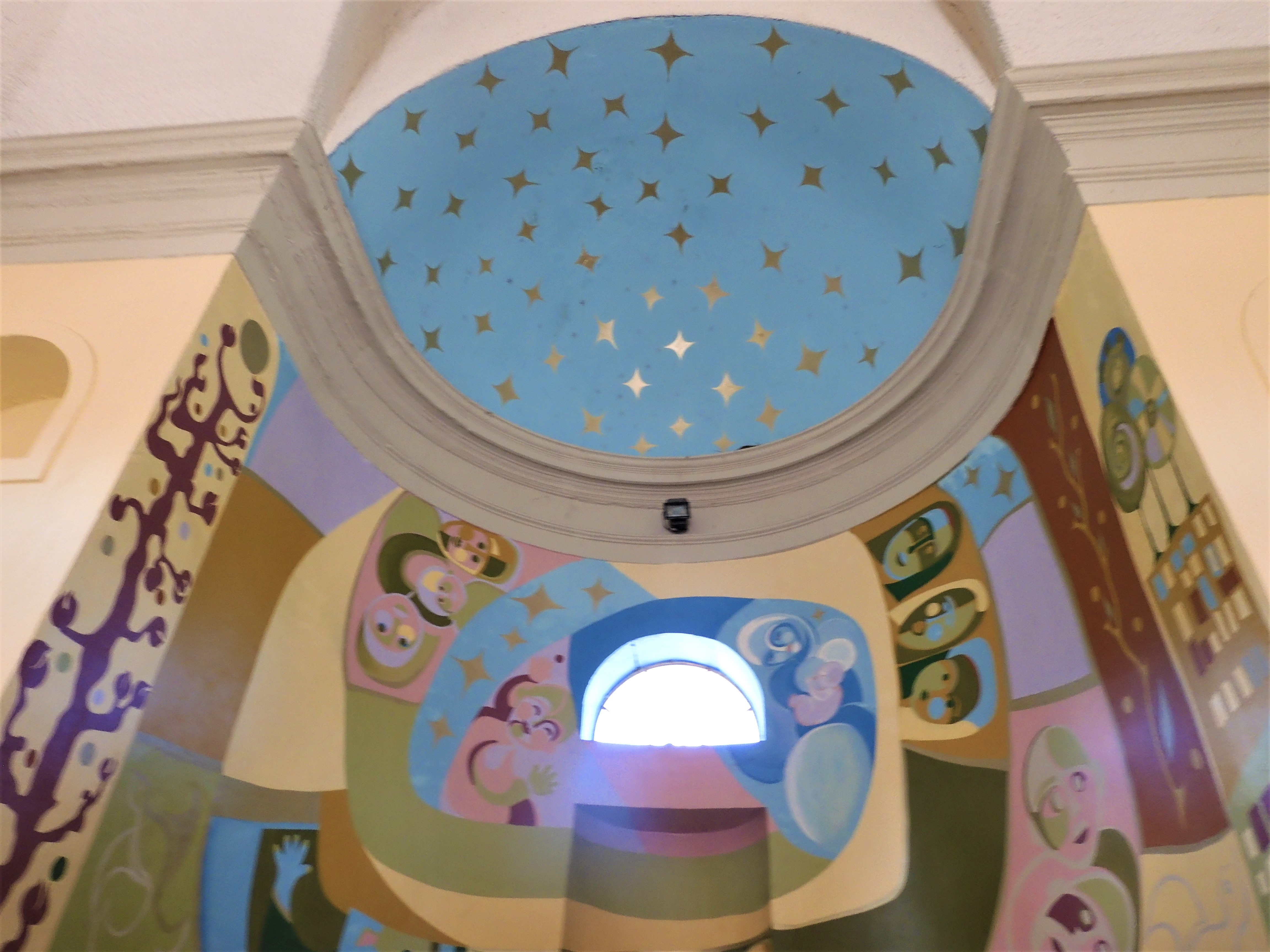
Mur de la chapelle Saint-Roch

L'édifice a été édifiée en pierre blanche de Sassenage dont la carrière est situé dans une commune à l'ouest de Grenoble. 
Extérieurement, la chapelle est dotée d’une belle façade classique avec fronton et colonnes. Le fronton laisse apparaitre un sablier ailé, une torche renversée et une faux, symbole de la mort. Au-dessus de l'entrée, est gravée l'inscription Beati Qvi In Domino Morvintur ( signifiant en latin « Heureux ceux qui sont morts dans le Seigneur »).
Intérieurement, l'édifice est doté d'un mur peint dans le mur du fond correspondant à l'abside de l'ancienne chapelle.

## Expositions
Les 17 et 18 septembre 2022, à l'occasion des Journées européennes du patrimoine, une exposition sur la ganterie grenobloise est organisée dans la chapelle.

## Annexe